# Machyakhat al Akl
 (février 2007).
Améliorez-le ou discutez des points à vérifier. 
La Machyakhat al Akl est une institution religieuse druze similaire dans ses fonctions à la mosquée Al-Azhar pour les musulmans sunnites, ou au Saint-Siège pour les chrétiens catholiques ; elle représente l'autorité religieuse suprême de la communauté druze.
L'institution légifère conformément à ses dispositions spirituelles ; son rôle est devenu prépondérant au Liban. 

## Puissance
Elle dispose de revenus considérables. Ceux-ci proviennent de deux sources : l'affermage de propriétés foncières cultivables et la location de biens immobiliers à Beyrouth. La Machyakhat al Akl et l'ensemble des cheikhs initiés responsables des Khalwats et des sanctuaires forment une sorte d'ordre religieux très puissant qui échappe au contrôle des hommes politiques : les Druzes initiés, ce sont eux.

## Liste
Il incombe de reconstituer la liste des cheikhs akl Druze, autant que la documentation le permet. Outre son intérêt historique, cette liste comporte un aspect anecdotique non négligeable, car maints cheikhs ont laissé des commentaires manuscrits qui attendent toujours leurs orientalistes et leurs éditeurs, notamment chez la famille des cheikhs Hamadé qui possèdent l'un des plus riches patrimoines culturels et religieux de la communauté druze du Liban.
1. L'émir Issa Tannoukhi.
2. L'émir Issa II (début du XVe siècle), célèbre par sa calligraphie.
3. L'émir Saif d-Dîn Tannoukhi (1387-1459), poète et joaillier.
4. L'émir As-Sayyed Jamal d-Dîn Abdallah Tannoukhi (1417-1479), naquit à Abay où l'on a érigé un sanctuaire en son honneur.

Il pratiqua la voie mystique des soufis. L'émir est considéré comme la plus grande personnalité de l'Unitarisme médiéval. Deux de ses disciples ont écrit sa biographie : Les cheikhs abou ali Mer'i Hamadé et Achrafani. L'émir mérite une monographie à part. Ses commentaires s'éloignent sensiblement de la lignée ismaélite contemporaine ; il serait utile d'effectuer une comparaison entre les deux courants. 
1. Le Cheikh Abou 'Ali Mir'i Hamadé est enterré à Fasaqine dans le bas chouf.
2. Le cheikh Zaid d-Dîn abd l-jaffar Taqiy d-Din : naquit à Kfar Matta et mourut à Baakline en 1557.
3. Le cheikh Abou Hilal Muhammad : connu sous le nom du cheikh al Fadil (1579-1640).
4. Le cheikh Achrafani naquit près de Damas et écrit « Umdat al Arifin », « la Gnose fondamentale » dont une copie était conservée à l'Université américaine de Beyrouth.
5. Le cheikh Youssef Sa'îd Kfarqouni (XVIIIe siècle).
6. Le cheikh abou Muhammad Nâsir d-Dîn (XVIIIe siècle).
7. Le cheikh Abou 'Ali Nasif Abou Chaqra (XVIIIe siècle).

Après 1825, la Machyakhat al Akl se scinda en deux parties suivant les deux tendances politiques dominantes : Joumblatt et Hamadé ou « les Yazbaki ».
Les Cheikhs Akl Yazbaki :
1. Le cheikh Hussein 'abd ssamad de 'Amatour, intronisé en 1825.
2. Le cheikh Muhammad Hamadé de Baakline, intronisé en 1868. Une des plus grandes figures initiatiques. Un sage .
3. Le Cheikh Hussein Hamadé de Baakline, intronisé en 1915.l'un des artisans du Grand Liban.
4. Le Cheikh Rachid Hamadé de Baakline intronisé le 16 septembre 1956. Il est le dernier cheikh de tendance Yazbaki. Décédé le 13 avril 1970.

Grand érudit . Référence mondiale de la philosophie initiatique Druze .
Son fils le Cheikh Farid Hamadé, patriote libanais, qui a été l'un des acteurs principaux et allié protecteur des Chrétiens du Chouf,  massacrés en partie par les hommes et sous les ordres du président  du Parti progressiste (PSP) en 1983 lors de la guerre de la Montagne, w.Joumblatt  
La demeure des cheikhs Akl qui est l'un des plus prestigieux sanctuaire, avait été plastiquée et l'attentat revendiqué par les hommes de Joumblatt, pendant la « guerre de la montagne » seule cause à cela les positions patriotiques de Farid Hamadé et son alliance avec les Chrétiens du Chouf et du Liban.